# Коасоло Торинезе
Коасо̀ло Торинѐзе (на италиански: Coassolo Torinese; на пиемонтски: Coasseul 'd Turin, Коасеул ъд Турин) е село и община в Метрополен град Торино, регион Пиемонт, Северна Италия. Разположено е на 742 m надморска височина. Към 1 януари 2020 г. населението на общината е 1491 души, от които 71 са чужди граждани.